# ペドロ・マヌエル・ダ・シルヴァ・モレイラ
ペドロ・マヌエル・ダ・シルヴァ・モレイラ（Pedro Manuel da Silva Moreira 、1989年3月15日 - ）は、ポルトガル・ロウザダ出身のプロサッカー選手。FCアロウカ所属。ポジションは、ミッドフィールダー。